# フォード・マドックス・フォード
フォード・マドックス・フォード （Ford Madox Ford、生名：ジョセフ・レオポルド・フォード・ヘルマン・マドックス・ヘファー、1873年12月17日-1939年6月26日）とはイギリスの小説家、詩人、評論家であり、イングリッシュ・レビューそしてトランスアトランティック・レビューの編集者である。これらの雑誌は、20世紀初頭の英文学の発展に役立つこととなった。 
フォードは現在、『よき兵士』 （1915）、 『パレードの終わり』四部作 （1924年-1928年）、『五番目の王妃』三部作 （1906年-1908年）といった彼の小説でその名を現在に残している。『よき兵士』は、モダンライブラリの最高の100の小説、 『オブザーバー』の「史上最高の100の小説」、『ガーディアン』の「誰もが読むべき1000の小説」といった、20世紀の優れた文学作品リストに頻繁に含まれている。 

## 生い立ち
フォードはロンドンのウィンブルドンにおいて、母キャサリン・マドックス・ブラウンと父フランシス・ヘファーのもとに、三人兄妹の長男として生まれた。彼の兄弟には、弟のオリバー・マドックス・ヘファーと、のちにデイビッド・ソスキスの妻でありフランク・ソスキスの母となる、妹のジュリエット・キャサリン・エマ・ヘファーがいた。タイムズ紙の音楽評論家となった、フォードの父親はドイツ人で、母親はイギリス人であった。 彼の父方の祖父ヨハン・ヘルマン・ヘファーは、ウェストファリアの詩人であり著作家である、アネッテ・フォン・ドロステ＝ヒュルスホフの著作を最初に出版した人物だった。フォードは母方の祖父であるラファエル前派の画家フォード・マドックス・ブラウンにちなんで名付けられた。彼の母親の異母姉は、 ウィリアム・マイケル・ロセッティの妻であり、オリビア・ロセッティ・アグレスティの母であるルーシー・マドックス・ブラウンであった。 
1889年、父親の死後に、フォードとオリバーはロンドンに向かい祖父と住みはじめた。フォードはロンドンのユニバーシティ・カレッジ・スクールを卒業したものの、大学には通わなかった。 

## 私生活
1894年、フォードは彼の学校のガールフレンド、エルシー・マーティンデールと一緒に駆け落ちをした。二人はグロスターで結婚し、ボニングトンに引っ越した。さらに1901年には、ウィンチェルシーに引っ越した。彼らには2人の娘、クリスティーナ（1897年生まれ）とキャサリン（1900年生まれ）が生まれた。ウィンチェルシーでのフォードの隣人には、作家のヘンリー・ジェームスとH.G.ウェルズが含まれていた。 
1904年に、フォードは財政的なそして夫婦間の問題のために広場恐怖症に陥った。彼はドイツに向かい、そこで家族と過ごしつつ、治療を受けた。 
1909年、フォードは妻を残し、英国の作家イゾベル・ヴァイオレット・ハントと一緒に居を構え、彼女と文学雑誌イングリッシュ・レビューを出版した。フォードの妻は彼との離婚を拒否したので、彼はドイツで離婚するためにドイツ市民になることを試みた。しかし、これは失敗した。画報での「ミセス・フォード・マドックス・ヘファー」というヴァイオレット・ハントへの言及は、1913年のフォード夫人によってなされた文書誹毀訴訟における勝訴をもたらした。フォードとハントとの関係は第一次世界大戦を耐え抜くことはなかった。 
フォードはフォード・マドックス・ヘファーの名前を使用していたが、彼は1919年の第一次世界大戦後にフォード・マドックス・フォードへ変更した。なぜなら、「ヘファー」はドイツ人のように聞こえるからだ。 
1918年から1927年の間、彼は20歳年下のオーストラリア人芸術家、ステラ・ボウエンと生活した。1920年、フォードとボーウェンはジュリア・マドックス・フォードという娘に恵まれた。 
1927年の夏に、ニューヨーク・タイムズは、フォードがフランスのアビニョンにある工場の建物を、彼自身は「ル・ビュー・ムーラン」と呼ぶ、家であり作業場へと改造したと報道した。その記事は、フォードがこの時点で妻と再会したことを示唆した。 
1930年代初頭、フォードはポーランド生まれでニューヨーク出身の芸術家、ジャニス・ビアラとの関係を築いた。彼女は、のちのフォードのいくつかの作品の挿絵を描いた。この関係は1930年代後半まで続いた。 
フォードはミシガン州オリベットにあるオリベット・カレッジで人生の最後の数年間を過ごした。1939年6月、フランスのオンフルールで病気になり、 直後ドーヴィルで65歳で亡くなった。

## 文学者としての生活

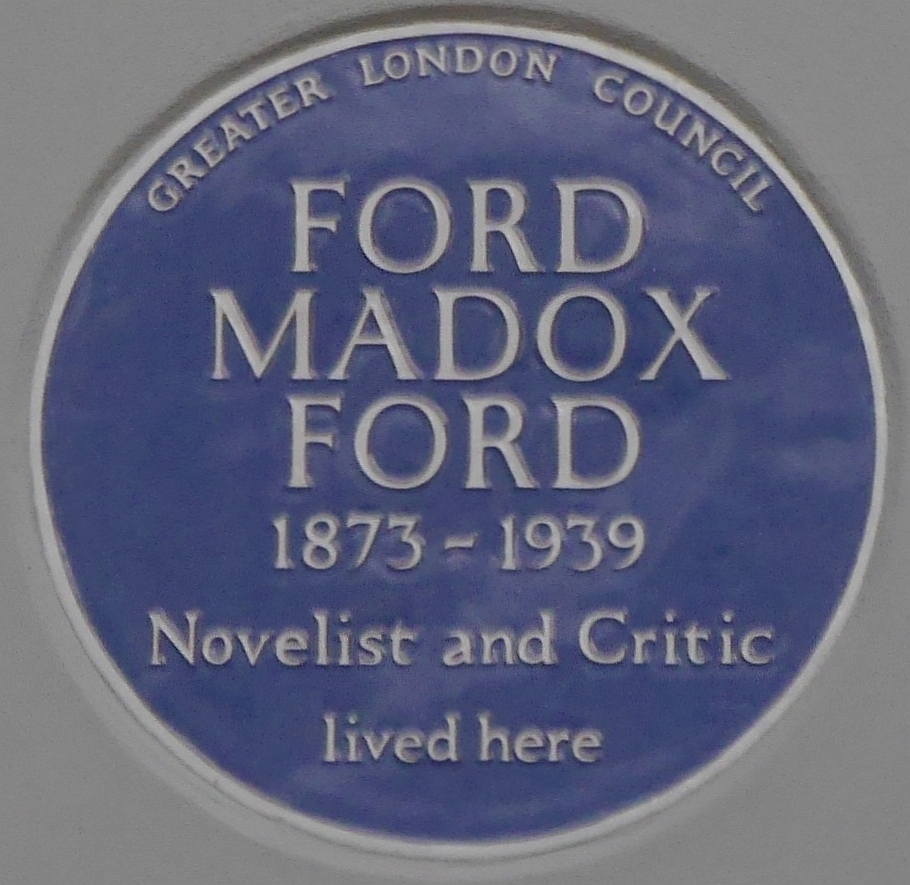
フォード・マドックス・フォードのブルー・プラーク（ロンドン、ケンジントン、キャンプデンヒル通り 80 にて）

フォードの最も有名な作品の1つは、小説『よき兵士』（1915）である。第一次世界大戦の直前に舞台が設定された、『よき兵士』は、複雑なフラッシュバックを利用しつつ、イギリス人とアメリカ人、2組の「完璧なカップル」の悲劇的な国外在住者の生活を記録している。小説の前書きとなっている「ステラ・フォードへの献辞」で、フォードは友人の一人が『よき兵士』を「英語で書かれた最高のフランス小説」と述べたと伝えている。フォードは自身を「歴史的連続性に夢中になったトーリー党員」と言い、小説家の職務は彼自身の時代の歴史家としての役割を果たすことであると信じていた。しかし、彼は「愚かな党」と呼んで保守党を退けていた。 
フォードは第一次世界大戦の開戦後、イギリスの戦争プロパガンダにかかわった。彼は、C.F.G.マスターマンが管理する戦争宣伝局で、アーノルド・ベネット、G.K.チェスタトン、ジョン・ゴールズ・ワージー、ヒレア・ベロック、ギルバート・マレーとともに働いた。フォードはマスターマンのために2冊のプロパガンダ本を書いた。リチャード・オールディントンの助けを借りる形での、『血縁が彼らの議論であるとき： プロイセン文化の分析』（1915）、そして『セント・デニスとセント・ジョージの間：3つの文明のスケッチ』（1915）である。 
2冊のプロパガンダ本を書いた後、1915年7月30日、フォードは41歳でイギリス軍のウェルチ連隊に入隊した。彼はフランスに送られた。フォードの戦闘経験と彼の以前のプロパガンダの活動は、第一次世界大戦の戦前、最中、戦後のイギリスと西部戦線に舞台が設定された、四部作の『パレードの終わり』（1924–1928）に創作のヒントを与えることになった。 

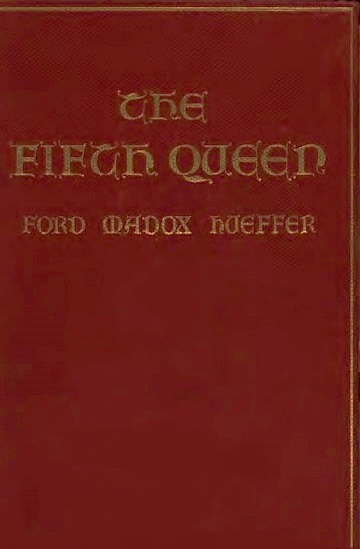
Googleがハーバード大学の図書館からデジタル化し、ユーザーtpbがインターネットアーカイブにアップロードした『五番目の王妃』の表紙

フォードは数十の小説、エッセイ、詩、回想録、文学批評を書いた。彼は3つの小説、『相続者』（1901）、『ロマンス』（1903）および『罪の本性』（1924、ただしはるか以前に執筆されていた）でジョセフ・コンラッドと協働した。この直接の協働から3〜5年の間、フォードの最も有名な業績は、当時コンラッドが「歴史的ロマンスの白鳥の歌」と呼んだ、キャサリン・ハワードの生涯を基にした歴史小説である『五番目の王妃』三部作（1906〜1908）だった。フォードの詩『アントワープ』（1915年）は、 T.S.エリオットから「私が戦争という主題において出会った唯一の良い詩」と賞賛された。 
フォードの小説『明るい目をした女性たち』（1911年、なお1935年に大幅に改訂）は、ある意味で、 トウェインの小説『アーサー王宮廷のコネチカット・ヤンキー』の逆である。 
スペイン内戦が勃発したとき、フォードは左翼共和党派側につき、次のように宣言した。「私はためらうことなく既存のスペイン政府に賛同し、フランコの試みには反対だ。いかなる理屈においても感情においても。…フランコ氏は、ムーア、ドイツ、イタリアの軍に依存した政府を樹立したいと考えている。その成功は世界の良心に反しているに違いない。」  ムッソリーニとヒトラーについての彼の意見も同様に否定的であり、彼はナチズムに反対するマニフェストに署名することを申し出た。 

## 文学の奨励
1908年、フォードはイングリッシュ・レビューを創設した。そこでフォードは、 トーマス・ハーディ、H.G.ウェルズ、ジョセフ・コンラッド、ヘンリー・ジェイムズ、メイ・シンクレア、ジョン・ゴールズワージー、ウィリアム・バトラー・イェイツらの作品を発表し、またエズラ・パウンド、ウィンダム・ルイス、D.H.ローレンス、ノーマン・ダグラスの作品を初めて公開した。ロンドンのエズラ・パウンドや他のモダニズムの詩人は、10代の時期に、現代的な言い回しで近代の主題を扱った典型例としてフォードの詩を特に高く評価していた。1924年に、彼はモダニズム文学に多大な影響を与えた雑誌、『トランスアトランティック・レビュー』を創刊した。フォードはパリのカルチェラタンの芸術家コミュニティに滞在するなかで、ジェームズ・ジョイス、アーネスト・ヘミングウェイ、ガートルード・スタイン、エズラ・パウンド、ジーン・リースと親しくなった（フォードは『日はまた昇る』の登場人物、ブラドックスのモデルとなった）。 またバジル・バンティングは、その雑誌においてフォードの補佐として働いていた。 
批評家として、フォードは「本を99ページまで開いて読みなさい、そうすればその本の全体の質があなたには明らかになるだろう」と述べたことで知られている。 ジョージ・セルデスは、彼の著書『一世紀の証人』で、フォードを（「おそらく1932年に」）がジョセフ・コンラッドとの共同執筆、および出版社による共著者としての彼の地位の認知の欠如を想起させていると説明している。セルデスは、ヘミングウェイに対するフォードの失望を次のように語っている。 「『今や彼は私よりもっと有名になったのだから、彼は私と縁を切るのだ。』涙がフォードの目に浮かんだ。」 フォードはいう。「私はジョセフ・コンラッドを助けた。ヘミングウェイを助けた。私は12人、いや20人もの作家を助けた。そして彼らの多くは私を出し抜いていってしまった。私は今や老人だから、ヘミングウェイのようには名をあげられに死んでしまうのだ。」 セルダスは言う。「このクライマックスでフォードはすすり泣き始め、やがて彼は大声で泣きだしてしまった。」
ヘミングウェイは、1920年代初頭のパリのカフェでのフォードとの出会いに、彼のパリの回想録『移動祝祭日』の一章を捧げた。 彼はフォードを「歩く、いい服を着た、逆立ちの大樽のように直立している」と説明している。 
後にアメリカに一時滞在した際には、フォードはアレン・テイト、キャロライン・ゴードン、キャサリン・アン・ポーター、およびロバート・ローウェル （当時学生）と関わった。フォードは常に新しい文学と文学の実験の擁護者であった。1929年には、英国の小説の歴史についての小気味のよい、理解しやすい概観である、『英国文学――最初期からジョセフ・コンラッドの死まで』を出版した。 彼はジーン・リースと不倫したが、ひどい形で終わり、リースは彼女の小説『カルテット』でそれを小説化した。 

## 受容
フォードは、『よき兵士』 （1915）、 『パレードの終わり』四部作 （1924年-1928年）、『五番目の王妃』三部作 （1906年-1908年）といった彼の小説でその名をもっとも残している。『よき兵士』は、モダンライブラリの最高の100の小説、 『オブザーバー』の「史上最高の100の小説」、『ガーディアン』の「誰もが読むべき1000の小説」といった、20世紀の優れた文学作品リストに頻繁に含まれている。  
また、『パレードの終わり』は、2012年にベネディクト・カンバーバッチ主演でドラマ化され、2013年には日本でも放送されている。（詳細は、パレーズ・エンドを参照。）  
アンソニー・バージェスは、フォードを20世紀の「最も偉大なイギリスの小説家」と表現した。  

## 主な著作
- The Shifting of the Fire, as H Ford Hueffer, Unwin, 1892.
- The Brown Owl, as H Ford Hueffer, Unwin, 1892.
- The Queen Who Flew: A Fairy Tale, Bliss Sands & Foster, 1894.
- Ford Madox Brown : a record of his life and work, as H Ford Hueffer, Longmans, Green, 1896.
- The Cinque Ports, Blackwood, 1900.
- The Inheritors: An Extravagant Story, Joseph Conrad and Ford M. Hueffer, Heinemann, 1901.
- Rossetti, Duckworth, [1902].
- Romance, Joseph Conrad and Ford M. Hueffer, Smith Elder, 1903.
- The Benefactor, Langham, 1905.
- The Soul of London. A Survey of the Modern City, Alston Rivers, 1905.
- The Heart of the Country. A Survey of a Modern Land, Alston Rivers, 1906.
- The Fifth Queen (Part One of The Fifth Queen trilogy), Alston Rivers, 1906.
  - 『五番目の王妃―いかにして宮廷に来りしか』 高津昌宏訳, 論創社, 2011年.
- Privy Seal (Part Two of The Fifth Queen trilogy), Alston Rivers, 1907.
  - 『王璽尚書 最後の賭け―五番目の王妃〈第2巻〉』高津昌宏訳, 論創社, 2012年.
- The Spirit of the People. An Analysis of the English Mind, Alston Rivers, 1907.
- An English Girl, Methuen, 1907.
- The Fifth Queen Crowned (Part Three of The Fifth Queen trilogy), Nash, 1908.
  - 『五番目の王妃 戴冠―ロマンス〈3〉』高津昌宏訳, 論創社, 2013年.
- Mr Apollo, Methuen, 1908.
- The Half Moon, Nash, 1909.
- A Call, Chatto, 1910.
- The Portrait, Methuen, 1910.
- The Critical Attitude, as Ford Madox Hueffer, Duckworth 1911.
- The Simple Life Limited, as Daniel Chaucer, Lane, 1911.
- Ladies Whose Bright Eyes, Constable, 1911 (extensively revised in 1935).
- The Panel, Constable, 1912.
- The New Humpty Dumpty, as Daniel Chaucer, Lane, 1912.
- Henry James, Secker, 1913.
- Mr Fleight, Latimer, 1913.
- The Young Lovell, Chatto, 1913.
- Antwerp (eight-page poem), The Poetry Bookshop, 1915.
- Henry James, A Critical Study (1915).
- Between St Dennis and St George, Hodder, 1915.
- The Good Soldier, Lane, 1915.
  - 『かくも悲しい話を…: 情熱と受難の物語』武藤浩史訳, 彩流社, 1998年.
- Zeppelin Nights, with Violet Hunt, Lane, 1915.
- The Marsden Case, Duckworth, 1923.
- Women and Men, Paris, 1923.
- Mr Bosphorous, Duckworth, 1923.
- The Nature of a Crime, with Joseph Conrad, Duckworth, 1924.
- Joseph Conrad, A Personal Remembrance, Little, Brown and Company, 1924.
- Some Do Not . . ., Duckworth, 1924.
  - 『為さざる者あり (パレーズ・エンド) 』高津昌宏訳, 論創社, 2016年.
- No More Parades, Duckworth, 1925.
  - 『ノー・モア・パレーズ (パレーズ・エンド) 』高津昌宏訳, 論創社, 2018年.
- A Man Could Stand Up --, Duckworth, 1926.
  - 『男は立ち上がる (パレーズ・エンド)』高津昌宏訳, 論創社, 2019年.
- A Mirror To France. Duckworth. 1926
- New York is Not America, Duckworth, 1927.
- New York Essays, Rudge, 1927.
- New Poems, Rudge, 1927.
- Last Post, Duckworth, 1928.
  - 『消灯ラッパ (パレーズ・エンド)』高津昌宏訳, 論創社, 2020年.
- A Little Less Than Gods, Duckworth, [1928].
- No Enemy, Macaulay, 1929.
- The English Novel: From the Earliest Days to the Death of Joseph Conrad (One Hour Series), Lippincott, 1929; Constable, 1930.
- Return to Yesterday, Liveright, 1932.
- When the Wicked Man, Cape, 1932.
- The Rash Act, Cape, 1933.
- It Was the Nightingale, Lippincott, 1933.
- Henry for Hugh, Lippincott, 1934.
- Provence, Unwin, 1935.
- Ladies Whose Bright Eyes (revised version), 1935
- Portraits from Life: Memories and Criticism of Henry James, Joseph Conrad, Thomas Hardy, H.G. Wells, Stephen Crane, D.H. Lawrence, John Galsworthy, Ivan Turgenev, W.H. Hudson, Theodore Dreiser, A.C. Swinburne, Houghton Mifflin Company Boston, 1937.
- Great Trade Route, OUP, 1937.
- Vive Le Roy, Unwin, 1937.
- The March of Literature, Dial, 1938.
- Selected Poems, Randall, 1971.
- Your Mirror to My Times, Holt, 1971.
- A History of Our Own Times, Indiana University Press, 1988.

## 引用文献
1. ↑  Jones, Daniel (1967). Everyman's English Pronouncing Dictionary (13th; rev. A.C. Gimson ed.). London: Dent. p. 236
2. ↑  “Complete Works of Ford Madox Ford, with picture of birthplace in Kingston Road, Wimbledon.”. Books.google.com. 2014年2月3日閲覧。
3. 1 2 3  Saunders. “Ford Madox Ford (1873-1939): Biography”.   The Ford Madox Society. 2015年5月31日閲覧。
4. ↑  “Biography”.   Ford Madox Ford Society. 2020年7月27日閲覧。
5. 1 2  Goldring, Douglas (1943). South lodge; reminiscences of Violet Hunt, Ford Madox Ford and the English review circle, Constable & Co.
6. ↑  Hemingway, Ernest (1994). “9: Ford Madox Ford and the Devil's Disciple”. A Moveable Feast. Arrow
7. ↑  Mizener, Arthur (1971). The Saddest Story: A Biography of Ford Madox Ford. New York: World Publishing
8. ↑  Birkhead, May (1927年8月14日). “AMERICANS IN PARIS FIND BOOK MATERIAL; Burton Holmes Obtains Unique Pictures -- Maddox Ford Writes in an Old Mill. DEAUVILLE SEASON STARTS Fine Weather Draws Notables to Coast Resort for the Racing and Polo”. The New York Times 2015年5月31日閲覧。
9. ↑  Moore, Gene M. (23 December 1982). “The Tory in a Time of Change: Social Aspects of Ford Madox Ford's Parade's End”. Twentieth Century Literature 28 (1):  49–68. doi:10.2307/441444. JSTOR 441444.
10. ↑  Ford, Ford Madox (1911). Memories and Impressions: A Study in Atmospheres. Harper & Brothers. p. 193
11. ↑  Judd, Alan (1991). Ford Madox Ford. Cambridge, MA: Harvard University Press. p. 157
12. ↑  Lewis. “Antwerp”. 2020年7月27日閲覧。
13. ↑  Cassell, Richard A. (November 1961). The Two Sorrells of Ford Madox Ford. 59. pp. 114–121. JSTOR 434869.
14. ↑  Saunders, Max (2012). Ford Madox Ford: A Dual Life: Volume II: The After-War World. Oxford University Press. pp. 627–628
15. ↑  Pound, Ezra; Ford, Ford Madox; Lindberg-Seyersted, Brita (1982). Lindberg-Seyersted, Brita. ed. Pound/Ford, the story of a literary friendship: the correspondence between Ezra Pound and Ford Madox Ford and their writings about each other. New Directions Publishing. ISBN 978-0-8112-0833-8
16. ↑  Wald, Richard (1964). Ford Madox Ford: The Essence of His Art. University of California Press. p. 84
17. ↑  Seldes, George (1987). Witness to a Century. New York: Ballantine Books. pp. 258–259. ISBN 0345331818
18. ↑  Hemingway, Ernest. A Moveable Feast. Arrows
19. ↑  Honaker, Lisa (Summer 1990). “Caroline Gordon: A Biography, and: Flannery O'Connor and the Mystery of Love (review)”. MFS: Modern Fiction Studies 36 (2):  240–42.
20. ↑  Liukkonen. “Jean Rhys”. Books and Writers (kirjasto.sci.fi).  Kuusankoski Public Library. 2008年6月15日時点のオリジナルよりアーカイブ。2020年7月27日閲覧。
21. ↑  “100 Best Novels”. Modern Library.   Random House (1998年7月20日). 2020年7月27日閲覧。
22. ↑  “The Observer's 100 Greatest Novels of All Time - Book awards”. Librarything.com. 2017年12月23日閲覧。
23. ↑  “1000 novels everyone must read”. The Guardian. (2009年1月23日)
24. ↑  Anthony Burgess (3 April 2014). You've Had Your Time. Random House. p. 130. ISBN 978-1-4735-1239-9